# Chuck Palahniuk
Chuck Palahniuk, all'anagrafe Charles Michael Palahniuk (IPA: [ˈpɔːlənɪk]) (Pasco, 21 febbraio 1962), è uno scrittore statunitense.

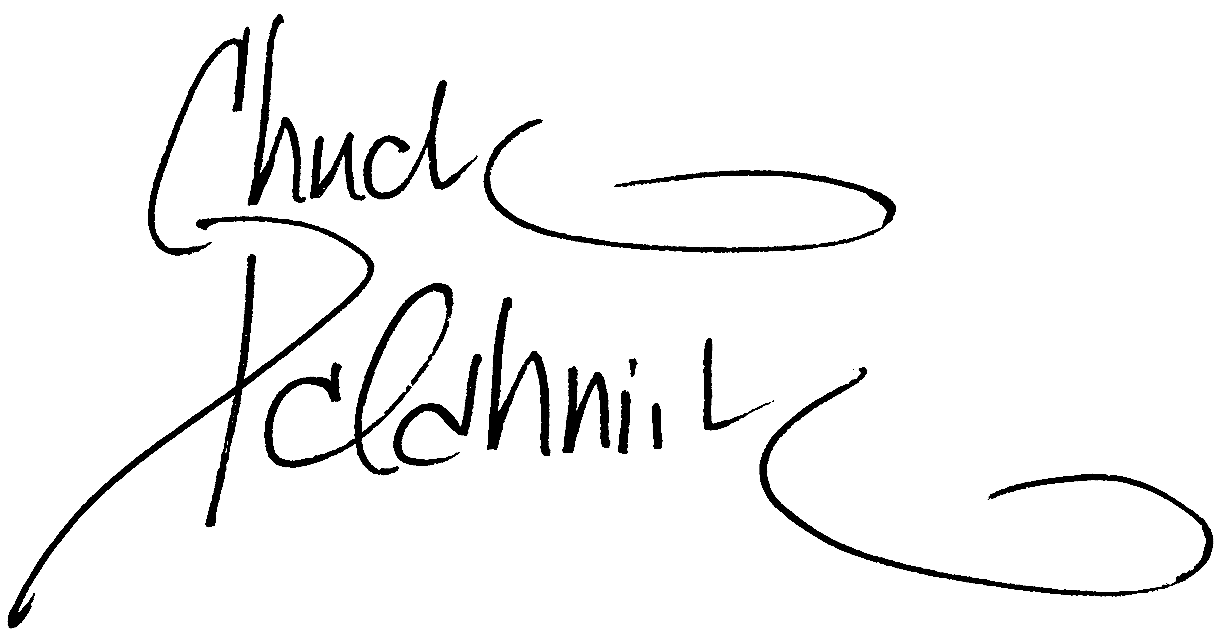
La firma di Chuck Palahniuk

Il suo primo romanzo Fight Club (1996) è diventato un best seller dopo l'uscita del film omonimo del 1999, diretto da David Fincher.

## Biografia
Chuck Palahniuk nasce a Pasco, nello stato di Washington, il 21 febbraio 1962 da padre statunitense, figlio di immigrati ucraini (i nonni paterni del futuro scrittore immigrarono inizialmente in Canada, da dove si trasferirono poi negli Stati Uniti nel 1907), Fred Palahniuk, e da madre statunitense di origini francesi e ucraine, Carol Adele Tallent. Fino all'età di 14 anni, cresce in una casa mobile nei pressi di Burbank, ma dopo la separazione ed il successivo divorzio dei genitori, insieme ai tre fratelli, vive frequenti e lunghi periodi nella tenuta dei nonni materni.
Consegue la laurea presso la scuola di giornalismo dell'Università dell'Oregon nel 1986. In questo periodo, lavora anche presso la KLCC, un'emittente radiofonica pubblica con sede ad Eugene. Subito dopo la laurea si sposta a Portland, dove, dopo un breve periodo in un quotidiano locale, cambia totalmente rotta e decide di diventare meccanico di motori diesel, trascorrendo le sue giornate a riparare camion e a scrivere manualetti tecnici.
In questo periodo entrano nella sua vita i primi importanti impulsi che caratterizzeranno poi le peculiarità narrative dei suoi romanzi: lasciato definitivamente il giornalismo, dal 1988 inizia a operare come volontario presso i ripari per i senzatetto e nelle case di riposo, provvedendo al trasporto dei malati terminali e portandoli ai gruppi di appoggio. Dopo la morte di un paziente a cui si era particolarmente affezionato, cessa definitivamente le varie attività come volontario. Diventa membro della Cacophony Society di Portland, una congrega da cui trarrà l'idea per il "Progetto Mayhem" nel suo romanzo Fight Club.
Comincia a scrivere romanzi passati i trent'anni; a quanto afferma lui stesso, iniziò frequentando un laboratorio di scrittura (Dangerous Writing) tenuto da Tom Spanbauer, che ha successivamente influenzato profondamente il suo stile letterario minimalistico. Il suo primo racconto, Negative Reinforcement, fu pubblicato nell'agosto del 1990 sul mensile letterario Modern Short Stories; in ottobre, nella stessa rivista, seguì The Love Theme of Sybil and William.
Il primo romanzo, If You Lived Here, You'd Be Home Already, prevedeva circa 700 pagine ed era più un tentativo di emulare Stephen King che altro; l'ambizioso progetto non vide comunque la luce, mentre una parte del materiale fu successivamente utilizzato per Fight Club. Il secondo manoscritto, Manifesto (successivamente ripubblicato come Invisible Monsters) venne poi rifiutato dai vari editori a causa della scarsa digeribilità delle tematiche trattate e dei contenuti; la successiva fatica, Fight Club, sviluppata nei rari momenti liberi durante il lavoro di meccanico, vide la luce e la fiducia di Gerry Howard che permise a Palahniuk di ottenere un contratto con un'importante casa editrice. Fight Club fu concepito inizialmente come un breve racconto (il futuro capitolo 6 del romanzo) da inserire nella raccolta Pursuit of Happiness ("La ricerca della felicità") del 1995.

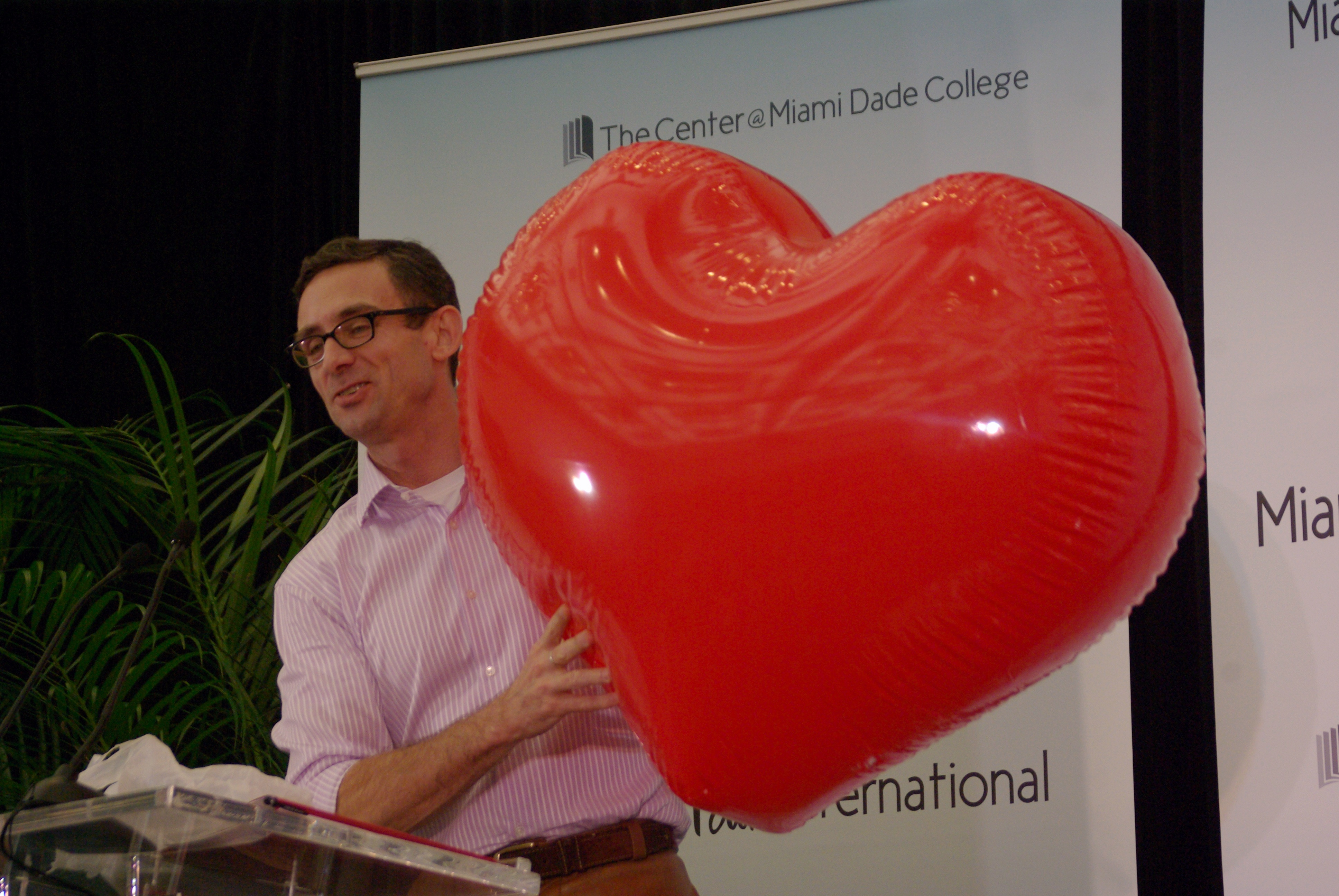
Palahniuk al Miami Book Fair International nel 2011

La ristampa di Invisible Monsters e l'inedito Survivor, pubblicati entrambi nel 1999, procurano a Palahniuk una certa notorietà, ma è con l'uscita del best-seller Soffocare (Choke) che l'autore viene annoverato tra i grandi scrittori statunitensi; da questo punto della carriera i successivi romanzi raggiungono tutti immediato successo. Nello stesso anno il padre Fred viene ucciso insieme alla sua nuova compagna, Donna Fontaine, dall'ex fidanzato di questa, Dale Shackleford. Nel 2001 Shackleford è riconosciuto colpevole del duplice omicidio e condannato alla pena capitale. In questo difficile periodo, Palahniuk comincia la stesura del nuovo e controverso Ninna Nanna.
Nel 2003, durante il tour promozionale di Diary, Palahniuk lesse ai fan un breve racconto intitolato Budella (titolo originale Guts) che venne poi pubblicato nel marzo 2004 dal periodico Playboy. In un'intervista a The Independent l'autore ha riportato che alcune persone si sentirono male durante la lettura, e che nei vari tour promozionali, la lettura dello stesso racconto abbia provocato lo svenimento a settantatré presenti.
Nel 2005, in un'apparizione a Miami durante il promo tour di Cavie, Palahniuk presentò il romanzo come l'ultimo della trilogia dell'orrore (che include anche Ninna nanna e Diary); anticipò altresì che il futuro Rabbia sarebbe stato il capostipite di una sua nuova trilogia fantascientifica.. Quando non scrive romanzi, Palahniuk è giornalista free-lance in ambito narrativo; ha intervistato personaggi famosi tra cui Juliette Lewis e Marilyn Manson. I suoi lavori escono su diverse riviste e quotidiani, tra cui il Los Angeles Times. Alcuni dei suoi articoli sono stati raccolti nel suo libro La scimmia pensa, la scimmia fa.
Nel 2008 è stato insegnante nel laboratorio di scrittura Clarion West Writers, dove ha spiegato i suoi metodi di scrittura e la teoria narrativa. Nel 2010 viene pubblicato il romanzo dal titolo Tell All, in italiano Senza veli. Nel 2011 pubblica Damned, in italiano Dannazione, in cui racconta la morte di una ragazzina di tredici anni e il suo viaggio all'inferno. Per uno come lui, l'inferno è "tutte quelle cose del nostro fisico a cui non vogliamo pensare mai: le unghie dei piedi, le ciocche di capelli, il sangue, le feci, il piscio e lo sperma."
Nel 2012 esce Invisible Monsters Remix, una versione riveduta di Invisible Monsters. Nel 2013 arriva in libreria Sventura, il secondo capitolo della trilogia "dantesca" iniziata con Dannazione. Seguono due romanzi, Beautiful You (2014) e Make Something Up (2015). Nel 2015 inizia la pubblicazione di Fight Club 2 (prequel di Fight Club), una graphic novel in collaborazione con Cameron Stewart, adattata alla nascita del personaggio di Tyler Durden all'interno della psicosi di Jack, utilizzando le immagini iconografiche di Brad Pitt, Helena Bonham Carter ed Edward Norton.

## Stile
Il suo stile è scientifico e crudo (molto simile a quello dei Cannibali: gruppo di scrittori della scena pulp italiana sviluppatasi proprio nella metà degli anni novanta). Rasenta il grottesco enfatizzando le parole per far esplodere le frasi. La sua scrittura è priva di avverbi e altre particelle che rallentino il ritmo del periodo. Sono presenti inoltre improvvise interruzioni, ripetizioni a effetto e battute drastiche, fredde.
Lo stile, simile a quello di Irvine Welsh, è asciutto e innovativo, con contenuti nichilisti. La libertà dalle oppressioni della società, dalla competizione, dai mass media che «ci fanno comprare cazzate che non ci servono», diventa il punto cruciale della scrittura di Palahniuk. Nello scrivere, dice di trarre ispirazione da quello che detesta, che non sopporta.
Le sue prime opere hanno tra loro nette somiglianze: i personaggi, per diverse cause e in differenti modi, sono estromessi dalla società e reagiscono spesso con aggressività autodistruttiva (ciò è alla base della forma narrativa che l'autore definisce "Transgressive fiction"). Da Ninna nanna, le sue opere possono definirsi storie horror con ampio ricorso a una pungente satira sociale.
Un altro punto ricorrente nei primi romanzi è l'utilizzo del flashback come struttura della narrazione: dall'incipit dell'opera il lettore è già a conoscenza di una situazione "finale" sospesa, cui il protagonista lo riaccompagnerà dopo aver narrato tutta la vicenda dal principio. Ninna nanna (così come Soffocare e Diary) fa partire, invece, la storia in medias res: il lettore è introdotto in una situazione che deve ancora svilupparsi e la narrazione è puntellata da ricorrenti flashback temporali che permettono di comprendere una situazione iniziale altrimenti sconosciuta. È presente spesso un importante "colpo di scena" che è rivelato verso la fine del libro e che accompagna la storia verso il finale vero e proprio (quello temporale). Palahniuk lo definisce "l'arma nascosta" e viene utilizzato anche in romanzi dell'autore più lineari.
Lo stile di Palahniuk subisce l'influenza di autori minimalisti quali Tom Spanbauer, Amy Hempel, Mark Richard, Denis Johnson, Thom Jones e Bret Easton Ellis; l'approccio minimalistico dell'autore si evince principalmente dal «limitato vocabolario utilizzato e dalle brevi frasi che ricalcano il modo di parlare di una persona "media"». L'autore predilige altresì un «ampio utilizzo dei verbi a discapito degli aggettivi», e rimane una sua peculiarità la reiterazione dei cosiddetti "cori", ovvero la ripetizione di alcune parole o frasi sparsi su tutto il testo. Palahniuk ammette che esistono alcuni cori anche tra i diversi romanzi: il colore Blu fiordaliso e la città di Missoula, nel Montana, ad esempio, appaiono in molti dei suoi libri.
I personaggi di Palahniuk sviluppano spesso digressioni filosofiche, sia attraverso la voce del narratore che nei dialoghi tra i vari personaggi, offrendo punti di vista molto particolari e inusuali, insieme a opinioni e teorie strane, su complessi e delicati argomenti quali morte, moralità, infanzia, famiglia, sessualità e religione. Molte delle idee nei suoi romanzi risalgono a pensatori europei quali Michel Foucault e Albert Camus.

## Vita privata
Omosessuale dichiarato, convive assieme al compagno nei sobborghi di Vancouver, Washington. Ha conosciuto il suo partner negli anni novanta, mentre lavorava alla Freightliner, in una fabbrica di camion.
Nel maggio del 1999 il padre di Palahniuk e Donna Fontaine, una donna con cui si frequentava da diverso tempo, vennero assassinati dall'ex-compagno della Fontaine, Dale Shackelford. A seguito di ciò, durante il susseguente processo per l'omicidio del padre e della compagna, allo scrittore venne chiesto di esprimersi per determinare l'esito della sentenza; richiese la pena di morte, che venne poi effettivamente comminata, anche se non applicata.

## Opere

### Romanzi
- Fight Club (Fight Club, 1996) (Edimar, 1998) (ISBN 88-86429-31-2) (Mondadori, 2003) (ISBN 978-88-04-50835-9)
(vincitore Pacific Northwest Booksellers Association Award 1997 e Oregon Book Award 1997)
- Survivor (Survivor, 1999) (Mondadori, 1999) (ISBN 978-88-04-52137-2)
- Invisible Monsters (Invisible Monsters, 1999) (Mondadori, 2000) (ISBN 978-88-04-52136-5)
- Soffocare (Choke, 2001) (Mondadori, 2002) (ISBN 978-88-04-52438-0)
- Ninna nanna (Lullaby, 2002) (Mondadori, 2003) (ISBN 978-88-04-54997-0)
(vincitore Pacific Northwest Booksellers Association Award 2003)
- Diary (Diary, 2003) (Mondadori, 2004) (ISBN 978-88-04-57730-0)
- Cavie (Haunted, 2005) (Mondadori, 2005) (ISBN 978-88-04-56151-4)
- Rabbia. Una biografia orale di Buster Casey (Rant: An Oral Biography of Buster Casey, 2007) (Mondadori, 2007) (ISBN 978-88-04-58133-8)
- Gang Bang (Snuff, 2008) (Mondadori, 2008) (ISBN 978-88-04-59112-2)
- Pigmeo (Pygmy, 2009) (Mondadori, 2009) (ISBN 978-88-04-59384-3)
- Senza veli (Tell All, 2010) (Mondadori, 2010) (ISBN 978-88-04-60382-5)
- Dannazione (Damned, 2011) (Mondadori, 2011) (ISBN 978-88-04-61286-5)
- Invisible Monsters remix (2012) (versione di Invisible Monsters integrata con nuovi capitoli e arricchita con illustrazioni) (non ancora pubblicato in Italia)
- Sventura (Doomed, 2013) (Mondadori, 2014) (ISBN 978-88-04-64428-6)
- Beautiful You (2014) (Beautiful You, 2014) (Mondadori, 2014) (ISBN 978-88-04-65240-3)
- Romance. Racconti (Make Something Up, 2015) (Mondadori, 2016) (ISBN 978-88-04-66513-7)
- Il libro di Talbott (Adjustment Day, 2018) (Mondadori, 2019) (ISBN 978-88-04-70795-0)
- L'invenzione del suono (The Invention of Sound, 2020) (Mondadori, 2021) (ISBN 978-88-04-72742-2)
- Non per sempre, ma per ora (Not Forever, But For Now, 2023) (Mondadori, 2024)

### Racconti
- Negative Reinforcement (1990), pubblicato nell'antologia collettiva Modern Short Stories
- The Love Theme of Sybil and William (1990), pubblicato nell'antologia collettiva Modern Short Stories
- Guts (2004), pubblicato sulla rivista Playboy
- Insiders (2007), pubblicato su Best Life
- Cold Calling (2007), non pubblicato
- Love Nest (2007), non pubblicato
- Mister Elegant (2007), pubblicato su VICE Magazine
- Fetch (2009), pubblicato nell'antologia collettiva Dark Delicacies III
- Loser (2010), pubblicato nell'antologia collettiva Stories
- Knock, knock (2010), pubblicato sulla rivista Playboy
- Romance (2011), pubblicato sulla rivista Playboy
- Phoenix (2013)
- Cannibal (2013), pubblicato sulla rivista Playboy
- Zombie (2013), pubblicato sulla rivista Playboy

### Saggistica
- Portland Souvenir. Gente, luoghi e stranezze del Pacific Northwest (Fugitives and Refugees: A Walk in Portland, Oregon, 2003) (Mondadori, 2004) (ISBN 978-88-04-52962-0)
- La scimmia pensa, la scimmia fa. Quando la realtà supera la fantasia (Stranger Than Fiction: True Stories, 2004) (Mondadori, 2006) (ISBN 978-88-04-57127-8)
- Tieni presente che. Momenti nella mia vita di scrittore che hanno cambiato tutto (Consider This: Moments In My Writing Life After Which Everything Was Different, 2020) (Mondadori, 2020) (ISBN 978-88-04-72741-5)

### Fumetti
- Fight Club 2 (2015-2016) (seguito di Fight Club, diviso in 10 albi disegnati da Cameron Stewart) Pubblicato il 6 ottobre 2016 in Italia.

## Trasposizioni

### Cinema
- Fight Club, regia di David Fincher (1999)
- Soffocare, regia di Clark Gregg (2008)